# Пощастить
«Пощастить» (англ. Getting Lucky, також відомий як «Побажай мені удачі» (англ. Wish Me Luck)) — американська фентезі — комедія 1990 року, знята Майклом Полом Жірардом за власним сценарієм.

## Сюжет
Білл Гіґґінс (Стівен Кук) — невдаха-ботанік, якому потрібні гроші, щоб вступити до медичної школи, тому він влаштовується на роботу рушникосушильником шкільної баскетбольної команди. У спортзалі він бачить Кріссі (Лезлі З. МакКро), в яку, за його словами, був закоханий з сьомого класу. У перший же день Білла принижує команда, а після того, як він випадково обливає Тоні (Рік Макдауелл) і Кріссі (які саме займаються сексом за спортзалом) прогірклим молоком, він звільняється з роботи і повертається до збору сміття, щоб заробити на дріб'язок.
Намагаючись викинути пивну пляшку на смітник, він виявляє, що в ній знаходиться лепрекон Лепкі (Гаррі Клюгер), який був ув'язнений у пляшці за те, що був п'яницею. Щоб вибратися на волю, він повинен виконати три бажання. Перше бажання Білла — побачення з Кріссі, яке негайно виконується. На побаченні Кріссі кидає Білла і зустрічається з Тоні. Білл знову перериває спроби Тоні зайнятися сексом з Кріссі, на превеликий жаль для Тоні. Тієї ночі Лепкі, щоб компенсувати свою невдалу спробу виконати перше бажання, виконує наступне — про нову машину, і дарує Біллу червоний «Пінто».
Кріссі, почуваючись погано, йде на справжнє побачення з Біллом, щоб пограти в міні-гольф. Згодом Білл бачить, як Тоні їде до будинку Кріссі. Турбуючись про її безпеку, Білл просить Лепкі перетворити його на кота, щоб він зміг потрапити до будинку Кріссі і захистити її. Звісно, Тоні приїжджає і намагається зґвалтувати Кріссі, але йому заважають Білл (у котячій подобі) і мати Кріссі, яка викликає поліцію, і Тоні заарештовують.
Наступного дня Біллів «Пінто» не заводиться, і Білл підвозить її на своєму велосипеді. У результаті невдалого бажання Білл зменшується і випадково опиняється у спідній білизні Кріссі, коли вона їде до школи, і не може звідти втекти. Після тренування групи підтримки Білл повертається до нормального розміру в жіночій роздягальні і потрапляє в халепу. Незважаючи на це, Кріссі та Білл вирішують зустрічатися після школи.
Третім бажанням Білл просить Лепкі дати йому 300 000 доларів на медичну школу, і Білл відправляє його назад до Ірландії. Того ж вечора Білл робить пропозицію Кріссі, і вона погоджується. Вони одружуються, а після весілля Тоні викрадає Кріссі. Білл кидається в погоню, і врешті-решт відбувається бій на мечах з шашликами, в якому Тоні випадково проткнув осине гніздо і зазнав поразки. Білл розповідає Кріссі всю історію про Лепкі та три бажання. Кріссі звинувачує Білла в нечесності, але в цей момент у пляшці безалкогольного ігристого вина, яку купив Білл, з'являється Лепкі, що dct підтверджує.

## Головний акторський склад
- Стівен Кук у ролі Білла Гіґґінса
- Лезлі З. Маккроу — Кріссі Шеклер
- Рік МакДауелл — Тоні Чанука
- Гаррі Клугер — Лепрекон Лепкі
- Джин Стюарт — Бабетта[1]

## Додаткова інформація
- Робоча назва цього фільму — «Побажай мені удачі». Рімейк із дещо зміненою сюжетною лінією під робочою назвою «Побажай мені удачі» вийшов 1995 року.